# Droga wojewódzka nr 374
Droga wojewódzka nr 374 (DW374) – droga wojewódzka w województwie dolnośląskim o długości 33 kilometrów łącząca Jawor ze Świebodzicami. Droga biegnie przez powiaty jaworski i świdnicki.

## Historia numeracji
Na przestrzeni lat trasa posiadała różne oznaczenia i klasyfikacje:

| Numer | Kategoria         | Przebieg                                    | Lata obowiązywania | Źródło | Uwagi |
| ----- | ----------------- | ------------------------------------------- | ------------------ | --- | --- |
| 2     | Droga państwowa   | Legnica – Jawor – Strzegom                  | ? – 1985           | - Samochodowy atlas Polski 1:500 000, wydanie piąte, Państwowe Przedsiębiorstwo Wydawnictw Kartograficznych, 1979, Warszawa - Samochodowy atlas Polski 1:500 000, wydanie dziewiąte, Państwowe Przedsiębiorstwo Wydawnictw Kartograficznych, 1984, Warszawa | Nieznana data nadania numeru                                                                                    |
| 17    | Droga państwowa   | Strzegom – Stanowice                        | ? – 1985           | - Samochodowy atlas Polski 1:500 000, wydanie piąte, Państwowe Przedsiębiorstwo Wydawnictw Kartograficznych, 1979, Warszawa - Samochodowy atlas Polski 1:500 000, wydanie dziewiąte, Państwowe Przedsiębiorstwo Wydawnictw Kartograficznych, 1984, Warszawa | - Przed 1985 r. droga państwowa nr 17 istniała także w ówczesnym woj. gorzowskim - Nieznana data nadania numeru |
| ?     | Droga drugorzędna | Stanowice – Świebodzice                     | ? – 1985           | - Samochodowy atlas Polski 1:500 000, wydanie piąte, Państwowe Przedsiębiorstwo Wydawnictw Kartograficznych, 1979, Warszawa - Samochodowy atlas Polski 1:500 000, wydanie dziewiąte, Państwowe Przedsiębiorstwo Wydawnictw Kartograficznych, 1984, Warszawa | Nieznane oznaczenie przed 1985 rokiem                                                                           |
| 374   | Droga krajowa     | Jawor – Stanowice – Świebodzice – Wałbrzych | 1985 – 2000/2001   | Uchwała nr 192 Rady Ministrów z dnia 2 grudnia 1985 r. w sprawie zaliczenia dróg do kategorii dróg krajowych (M.P. z 1986 r. nr 3, poz. 16) | |

## Miejscowości leżące przy trasie DW374
- Jawor
- Niedaszów
- Rogoźnica
- Wieśnica
- Strzegom
- Grochotów
- Świebodzice